# Bischofshof (Nysa)

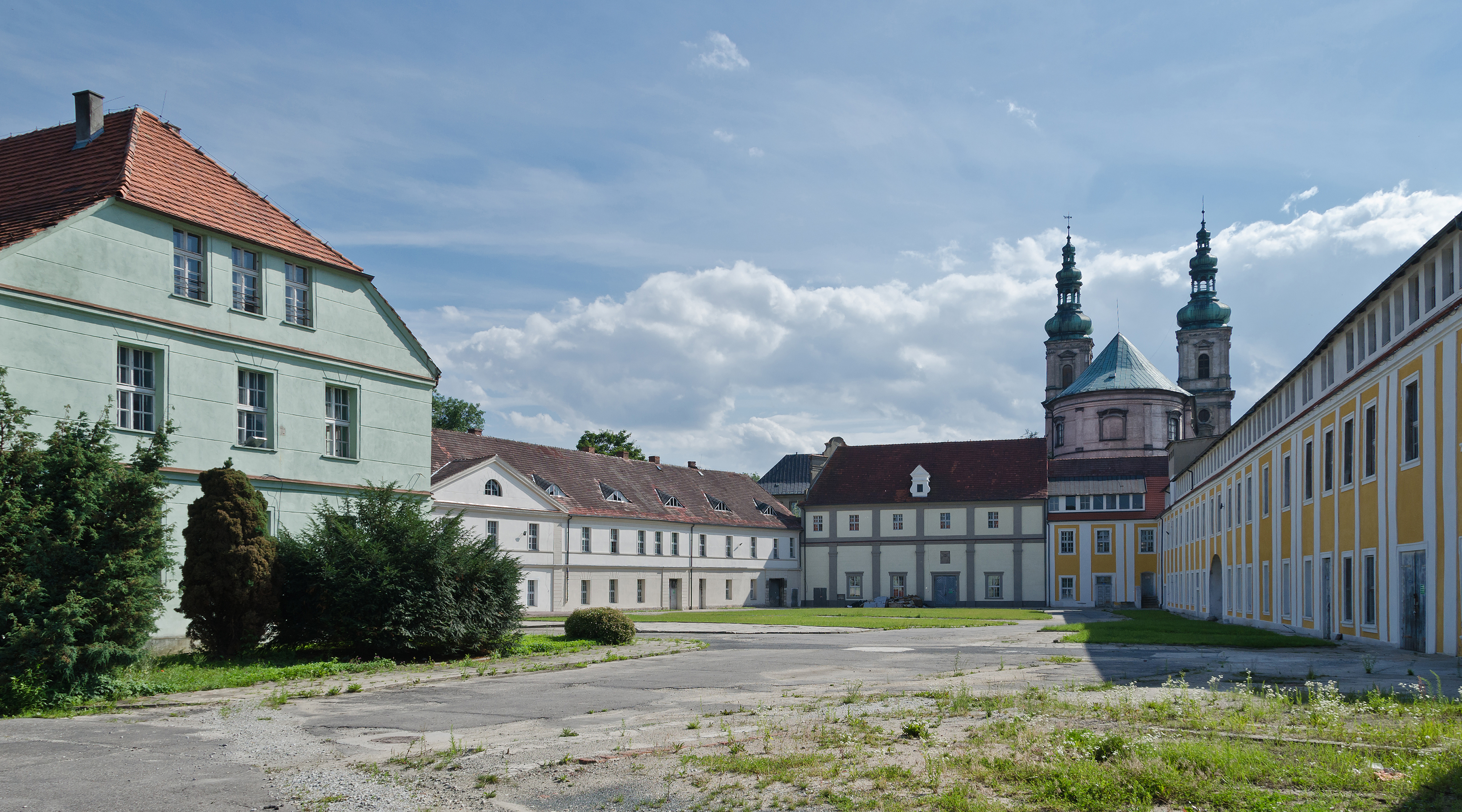
Bischofshof (2014) mit der Jesuitenkirche St. Marien

Der Bischofshof (polnisch Dwór Biskupi) in Neisse, der Hauptstadt des Fürstentums Neisse, war die erste Residenz der Breslauer Fürstbischöfe. 
Der Bischofshof liegt im östlichen Teil der Neisser Altstadt zwischen den heutigen Straßen ul. Grodzka und ul. Lompy in der Nähe des ehemaligen Stadtgrabens. Der Bischofspalast auf der anderen Straßenseite wurde 1620 errichtet.
1958 wurden die Gebäude des vormaligen Bischofshofs unter Denkmalschutz gestellt.

## Geschichte

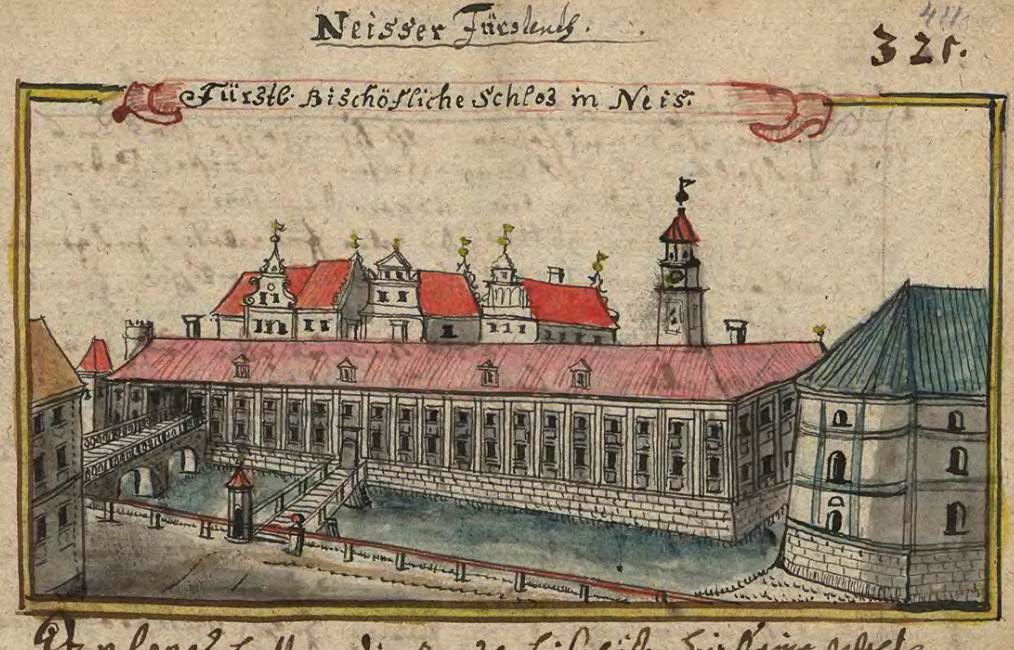
Hauptbau mit ehemaliger Bischofsburg aus der Zeit um 1750

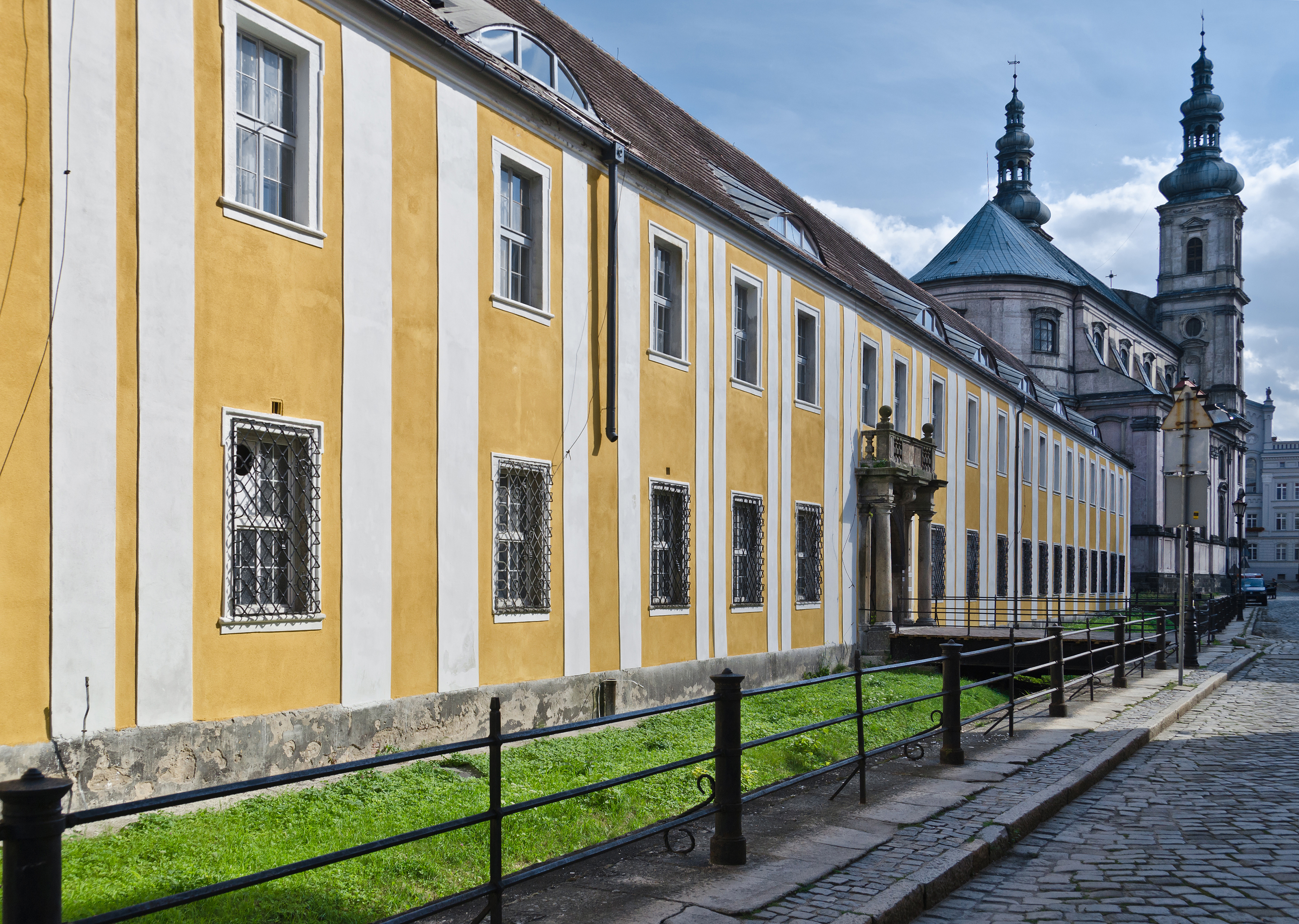
Hauptgebäude an der ul. Grodzka

An der Stelle des heutigen Bischofshofes entstand ab 1260 eine Bischofsburg, die in den folgenden Jahrhunderten mehrfach um- und ausgebaut wurde. Nach einem Brand Mitte des 15. Jahrhunderts wurde die Burg unter Bischof Jost II. von Rosenberg wiedererrichtet und erweitert. Nachdem 1477 das Kollegiatstift aus Ottmachau nach Neisse verlegt worden war, residierten die Breslauer Fürstbischöfe in Neisse. Nach einem weiteren Brand 1524 wurde die Burg zwei Jahre später im Renaissancestil unter Bischof Jakob von Salza wiederaufgebaut. 1582 errichtete Bischof Martin von Gerstmann am Bischofshof einen Wohnturm. Daneben wurde 1615 ein neues Gebäude errichtet, in dem sich der Empfangssaal befand. Ende des 17. Jahrhunderts wurde entlang der heutigen ul. Grodzka (bis 1945 Jesuitenstraße) das barocke Hauptgebäude des Bischofshofs erbaut. 
Nach der 1810 erfolgten Säkularisation in Preußen verloren die Breslauer Bischöfe die Herrschaft über das Neisser Fürstentum. Nachfolgend wurde der vormalige Bischofshof für mehrere profane Nutzungen bestimmt, u. a. für Werkstätten und Wohnräume. Die Gebäudeteile der ehemaligen Bischofsburg wurden 1824 abgetragen. Das 103 Meter lange Gebäude des Bischofshofes wurde 1842 an die Artilleriewerke der Festung Neisse übergeben. 1938 wurden die Gebäude von einem Hochwasser der Glatzer Neiße überflutet.
Schwer beschädigt wurden die Gebäude im Zweiten Weltkrieg bei den Kämpfen um Neisse im Frühjahr 1945. Bis 1950 wurden sie provisorisch wieder aufgebaut und in den 1960er Jahren originalgetreu rekonstruiert. Danach wurden die Räumlichkeiten für Produktions- und Wirtschaftszwecke genutzt. Die Spółdzielnia Inwalidów (Invaliden-Genossenschaft) stellte in den Gebäuden Polstermöbel her, u. a. für Polster des Nysa-Kleinbusses. Nach dem Untergang der kommunistischen Herrschaft standen die Gebäude des vormaligen Bischofshofs ab den 1990er Jahren leer und wurden dem Verfall überlassen. Beim Neissehochwasser von 1997 stand der Bischofshof fast 2 m unter Wasser. 
Ab 2012 wurde mit umfangreichen Renovierungsarbeiten an den Gebäuden des Bischofshofs begonnen. Derzeit befinden sich in den Gebäuden ein Hotel und ein Restaurant.

## Architektur und Ausstattung
Die erhaltenen Gebäude des Bischofshofs entstanden im Stil des Barocks und des Klassizismus. Die zweigeschossigen Gebäude bilden im Grundriss eine U-Form mit einem großen begrünten Innenhof. An der Westseite des Hauptgebäudes befindet sich ein reich verziertes barockes Eingangsportal.